# Kinematograf Lebiedzińskiego
Kinematograf Lebiedzińskiego – aparat kinematograficzny służący jednocześnie do rejestracji materiału filmowego oraz jego projekcji, skonstruowany w 1895 roku przez polskiego wynalazcę Piotra Lebiedzińskiego.

## Historia
Piotr Lebiedziński był chemikiem, przedsiębiorcą oraz fotografem. Od 1893 roku zainteresował się zagadnieniem tzw. "żywej fotografii", której rozwój zapoczątkował powstanie filmu. Technika ta polegała na robieniu serii zdjęć oraz ich projekcji z odbitek wykonanych z negatywów w wyniku czego powstawał obraz przedstawiający płynny ruch.
W 1895 roku we współpracy z Janem oraz Józefem Popławskim wynalazca zbudował specjalne urządzenie nazywane kinematografem Lebiedzińskiego. Urządzenie składało się z dwóch urządzeń kamery ważącej 5 pudów pozwalającej na rejestrację 14 klatek na sekundę oraz aparatu projekcyjnego. 
Obraz rejestrowany był na szklanej kliszy umieszczonej w metalowej ramce, na której mieściło się 5 ujęć. Aparat zdjęciowy posiadał zasobnik na 100 takich klisz dających w sumie 500 zdjęć. Projektor wyświetlał ruchomy obraz z serii szklanych klisz dając w sumie pół minuty filmu. Obraz jednak teoretycznie mógł trwać w nieskończoność ponieważ istniała możliwość dołączania dodatkowych zasobników z kliszami.
Dzięki zastosowaniu dwóch obiektywów w projektorze Lebiedzińskiemu udało się również uniknąć wady migotania obrazu, który był powszechną wadą innych powstających w tym czasie aparatów projekcyjnych. Słabym punktem konstrukcji były szklane klisze, które w trakcie projekcji pękały. Lebiedziński zdecydował się na użycie szklanych klisz zamiast elastycznej kliszy filmowej wykonanej z tworzywa ze względu na jakość zdjęć. Pierwsze filmy wykonane z tworzywa były kiepskiej jakości i ujawniały wady w trakcie emisji. Jakość obrazu reprodukowanego na szkle była większa, jednak ich trwałość była mniejsza. Z powodu zastosowania szkła oraz metalu urządzenie było również ciężkie, a do uruchomienia wymagało osoby kręcącej korbą.
Znane są co najmniej dwa krótkometrażowe, komediowe, fabularyzowane "filmy" zarejestrowane na przełomie lat 1895-96, które zachowały się częściowo do czasów obecnych. Pierwszy zrealizowany w plenerze przedstawiał aktorów ubranych w ludowe stroje wykonujących ludowy taniec krakowiak drugi natomiast był komedią zrealizowaną we wnętrzu atelier. Aktorami występującymi w nich byli aktorzy warszawskich teatrów ogródkowych m.in. Natalia Konicka oraz Wacław Szymborski.